# Mezza pagina d'amore
Mezza pagina d'amore (Don't Tell Everything) è un film muto del 1921 diretto da Sam Wood. Gli interpreti sono alcuni dei nomi più noti del cinema muto, prima di tutti la diva Gloria Swanson affiancata da Wallace Reid e da Elliott Dexter. L'altro personaggio femminile venne interpretato da Dorothy Cumming. Nel cast appare anche il nome di Baby Gloria Wood: la piccola, all'epoca di soli due anni, era la figlia del regista e avrebbe in seguito proseguito la carriera di attrice con il nome di K. T. Stevens.
Fu la prima prova come sceneggiatrice per la scozzese Lorna Moon: dopo che la sua storia originale fu accettata come veicolo per Gloria Swanson, la Realart Corporation assunse Moon nel suo staff di sceneggiatori.

## Trama

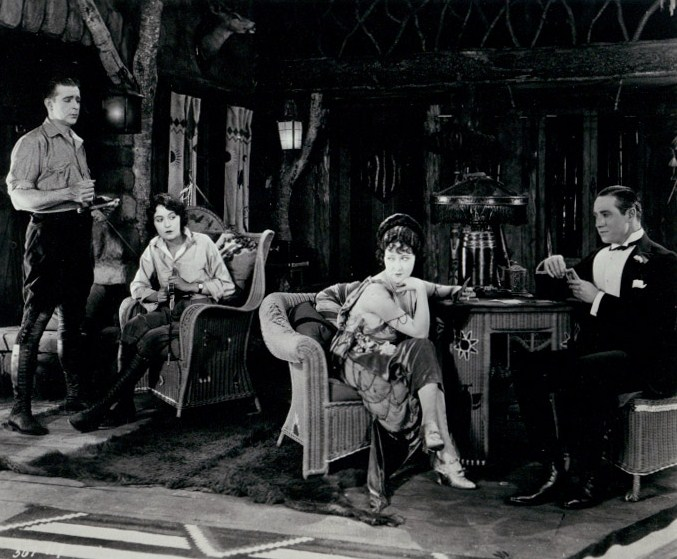
Wallace Reid, Dorothy Cumming, Gloria Swanson & Elliott Dexter

Due amici, Cullen Dale e Harvey Gilroy, sono entrambi innamorati della stessa ragazza, Marian Westover. Ma Harvey, per lealtà nei riguardi di Cullen, tiene nascosti i suoi sentimenti. Marian accetta la corte di Cullen e, quando arriva Jessica Ramsey, un'amica dell'uomo, diventa gelosa della nuova venuta, tanto da cercare di emularne le prodezze atletiche. Jessica invita la coppia in montagna, ma Marian si sottrae all'invito. Cullen allora la fa salire sull'auto: ha organizzato per lei un matrimonio segreto. Dopo la cerimonia, lei torna a casa e lui va al rifugio in montagna. Una tempesta sconvolge la montagna: preoccupata, Marian chiede l'aiuto di Gilroy per andare da Cullen. Nel rifugio, viene finalmente rivelata anche agli altri la notizia delle avvenute nozze tra Marian e Cullen. Con scarsa soddisfazione di Jessica.

## Produzione
Il film fu prodotto dalla Famous Players-Lasky Corporation.

## Distribuzione
Il copyright del film, richiesto dalla Famous Players-Lasky Corp., fu registrato il 15 novembre 1921 con il numero LP17186.

Distribuito dalla Famous Players-Lasky Corporation, venne presentato in prima a Des Moines probabilmente il 13 novembre 1921 per poi uscire nelle sale cinematografiche degli Stati Uniti l'11 dicembre 1921.
 
In Francia, il film fu distribuito dalla Paramount il 22 dicembre 1922 con il titolo Faut-il avouer?; in Danimarca, il 9 aprile 1923, come Har De hemmeligheder for Deres Kone?; in Finlandia, il 4 novembre 1923 come Älä kerro kaikkea; in Svezia, prese il titolo Tala är silver - tiga är guld. In Italia uscì nel 1924 distribuito dalla Cardinal Production con il visto di censura numero 19470.
Non si conoscono copie ancora esistenti della pellicola che viene considerata presumibilmente perduta.